# 삼척선
삼척선(三陟線)은 강원특별자치도 동해시의 동해역과 강원특별자치도 삼척시의 삼척역을 연결하는 한국철도공사의 지선철도 노선이다.

## 개요
삼척선은 일제강점기 당시 동해선 건설 과정에서 추진되었던 노선이다. 동해남부선과 동해북부선의 건설 구간 사이에 삼척철도주식회사에 의한 철암선(현 영동선 철암~동해간 및 묵호항선) 건설이 이루어지자, 여기에 편승하여 일부 구간의 공사와 함께 오노다(小野田) 시멘트 삼척 공장의 인입선 등을 국철구간으로서 1939년에 착공, 1944년에 완공하였는데, 이 구간이 현재의 삼척선이 되었다.

## 연혁
- 1939년 11월 1일 :삼척선 북평역(동해역) ~ 삼척역 구간 착공
- 1944년 2월 11일 : 북평역 ~ 삼척역 구간 개통(12.9 km), 개통 당시에는 삼척철도주식회사(三陟鐵道株式會社)에 경영권이 위탁되었음[2]
- 1956년 3월 1일 : 삼척발전소선 후진 ~ 발전소간 착공
- 1956년 5월 1일 : 삼척발전소선 후진 ~ 발전소간 1.8 km 완공
- 1991년 8월 20일 : 여객취급 중지
- 1992년 6월 22일 : 후진역 폐역
- 1999년 5월 1일 : 무배치간이역 추암역 신설(동해기점 6.4 km)
- 2001년 7월 1일 : 무배치간이역 후진역 재신설(동해기점 7.8 km)
- 2003년 1월 1일 : 역명을 후진역에서 삼척해변역으로 변경
- 2007년 7월 24일 : 바다열차 운행 개시
- 2019년 4월 17일 : 철도 노선번호 변경에 따라 31301로 변경[3]
- 2019년 6월 3일 : 동해선 공사로, 삼척역 여객 취급 중지
- 2023년 12월 26일 : 바다열차의 내구연한 만료로 운행이 종료됨에 따라 전 구간 여객 취급 중지
- 2025년 1월 1일 : 전철화 개통으로 ITX-마음, 누리로 영업개시

## 노선 정보
- 구간과 거리 : 동해역 ~ 삼척역 12.9 km
- 운영 기관 : 한국철도공사(전 구간)
- 궤간 : 1435mm(표준궤)
- 통행 방식 : 좌측
- 역 수 : 4
- 복선 구간 : 없음
- 전철화 구간 : 전 구간
- 전철화 방식:  교류 25,000V 60Hz
- 보안 장치 : ATS

## 역 목록
| 역명     | 로마자 역명       | 한자 역명 | 역간거리 (km) | 영업거리 (km) | 접속 노선              | 소재지         | 소재지 | 비고      |
| -------- | ----------------- | --------- | ------------- | ------------- | ---------------------- | -------------- | ------ | --------- |
| 동해     | Donghae           | 東海      | 0.0           | 0.0           | 영동선 묵호항선 북평선 | 강원특별자치도 | 동해시 |           |
| 추암     | Ch'uam            | 湫岩      | 6.4           | 6.4           |                        | 강원특별자치도 | 동해시 |           |
| 삼척해변 | Samcheok Haebyeon | 三陟海邊  | 1.4           | 7.8           |                        | 강원특별자치도 | 삼척시 | 구 후진역 |
| 삼척     | Samcheok          | 三陟      | 5.1           | 12.9          | 동해선                 | 강원특별자치도 | 삼척시 |           |

## 노선 특성
이 노선의 열차 운행은 과거 통일호 등에 의해 이루어졌으나 계속 유지되지 못했으며, 최근까지도 화물 전용 노선으로 정기여객열차의 운행은 전무한 상태였다. 2007년 7월 24일부터 2023년 12월 25일까지 삼척해변 - 강릉 간 전용 관광열차인 바다열차가 1일 2~3회 운행하였다. 그러다가 2025년 1월 1일 동해선 개통과 동시에 ITX-마음,누리로가 운행되면서 여객 취급이 재개되었다.
그 외에는 주로 발전소, 시멘트 공장 등을 위한 인입철도로서 기능을 수행하고 있다.

## 차량
과거에 운행하던 차량으로는 다음과 같다.
- 객차
  - 비둘기호
  - 통일호
  - 바다열차

## 이용객 변동
다음 자료는 2000년부터 2015년까지 한국철도공사 한국철도통계 내용을 모은 것이다.
| 구분       | 이용 인원수 (명) | 이용 인원수 (명) | 이용 인원수 (명) | 이용 인원수 (명)             | 이용 인원수 (명)             | 이용 인원수 (명)             | 이용 인원수 (명)             | 이용 인원수 (명)             | 이용 인원수 (명)             | 이용 인원수 (명)             | 이용 인원수 (명)             | 이용 인원수 (명)             | 이용 인원수 (명)             | 이용 인원수 (명)             | 이용 인원수 (명)             | 각주  |
| 구분       | 2001년           | 2002년           | 2003년           | 2004년                       | 2005년                       | 2006년                       | 2007년                       | 2008년                       | 2009년                       | 2010년                       | 2011년                       | 2012년                       | 2013년                       | 2014년                       | 2015년                       | 각주  |
| ---------- | ---------------- | ---------------- | ---------------- | ---------------------------- | ---------------------------- | ---------------------------- | ---------------------------- | ---------------------------- | ---------------------------- | ---------------------------- | ---------------------------- | ---------------------------- | ---------------------------- | ---------------------------- | ---------------------------- | ----- |
| 비둘기     | 0                | 0                | 0                | 0                            | 0                            | 0                            | 0                            | 0                            | 0                            | 0                            | 0                            | 0                            | 0                            | 0                            | 0                            | [ 4 ] |
| 통일(통근) | 0                | 0                | 0                | 0                            | 0                            | 0                            | 0                            | 0                            | 4,361                        | 0                            | 0                            | 0                            | 0                            | 0                            | 0                            | [ 4 ] |
| 무궁화     | 3,144            | 11,520           | 2,333            | 3,689                        | 612                          | 0                            | 0                            | 416                          | 459                          | 8,024                        | 359                          | 1,102                        | 423                          | 0                            | 416                          | [ 4 ] |
| 새마을     | 0                | 0                | 0                | 0                            | 12                           | 0                            | 0                            | 999                          | 33,064                       | 0                            | 1                            | 0                            | 0                            | 0                            | 11                           | [ 4 ] |
| 건설       | 360              | 1,080            | 1,080            | 각 종별 열차 이용객에 포함됨 | 각 종별 열차 이용객에 포함됨 | 각 종별 열차 이용객에 포함됨 | 각 종별 열차 이용객에 포함됨 | 각 종별 열차 이용객에 포함됨 | 각 종별 열차 이용객에 포함됨 | 각 종별 열차 이용객에 포함됨 | 각 종별 열차 이용객에 포함됨 | 각 종별 열차 이용객에 포함됨 | 각 종별 열차 이용객에 포함됨 | 각 종별 열차 이용객에 포함됨 | 각 종별 열차 이용객에 포함됨 | [ 4 ] |
| 정기권     | 0                | 0                | 0                | 각 종별 열차 이용객에 포함됨 | 각 종별 열차 이용객에 포함됨 | 각 종별 열차 이용객에 포함됨 | 각 종별 열차 이용객에 포함됨 | 각 종별 열차 이용객에 포함됨 | 각 종별 열차 이용객에 포함됨 | 각 종별 열차 이용객에 포함됨 | 각 종별 열차 이용객에 포함됨 | 각 종별 열차 이용객에 포함됨 | 각 종별 열차 이용객에 포함됨 | 각 종별 열차 이용객에 포함됨 | 각 종별 열차 이용객에 포함됨 | [ 4 ] |
| 합계       | 3,504            | 12,600           | 3,413            | 3,689                        | 624                          | 0                            | 0                            | 1,415                        | 37,884                       | 8,024                        | 360                          | 1,102                        | 423                          | 0                            | 427                          | [ 4 ] |

## 삼척발전소선
1956년에 FOA 원조 자금으로 건설된 삼척화력발전소의 가동용 무연탄을 수송하기 위해 1956년 3월 1일에 기공하여 같은해 5월 1일에 준공된 노선이다.